# Руді Джуліані
Рудо́льф Ві́льям Луї́с Джуліа́ні ІІІ, Ру́ді Джуліа́ні (англ. Rudolph William Louis Giuliani III, Rudy Giuliani; нар. 28 травня 1944, Бруклін, Нью-Йорк, США) — американський юрист, колишній мер Нью-Йорка, колишній прокурор, підприємець і політик від Республіканської партії США, особистий юрист колишнього президента США Дональда Трампа. Лицар-командор (KBE) ордену Британської імперії.

## Життєпис
Зажив слави в Нью-Йорку та США завдяки своїй діяльності на посаді прокурора, коли він успішно розслідував декілька гучних справ, пов'язаних із діяльністю організованих злочинних угруповань у США. Також двічі обирався мером Нью-Йорку (1994—2001). На цій посаді він досяг неабияких успіхів у покращенні життя в місті, зменшенні рівня злочинності та взагалі покращенні іміджу найбільшого міста країни. До його досягнень належить масштабне скорочення злочинності в місті, успішну боротьбу з корупцією, економічний бум з появою сотень тисяч нових робочих місць і скороченням податків.
2005 року Нью-Йорк проголошений найбезпечнішим містом серед десяти найбільших міст США. Також прославився своєю рішучою діяльністю й організаторськими здібностями під час терактів проти Всесвітнього торгового центру у вересні 2001. У тому ж році журнал Тайм проголосив його «людиною року». Критики відмічають занадто полярну особистість Руді Джуліані, а також його дещо авторитарний характер.
Після закінчення терміну на громадській посаді заснував консалтингову компанію Giuliani Partners, продовжує брати активну участь в американській політиці. В лютому 2007 подав свою кандидатуру на номінацію від Республіканської партії на посаду президента США. На початку 2007 серед республіканців був провідним претендентом, попереду інших, однак у січні 2008 відмовився від президентських перегонів на користь іншого претендента.
В ході президентської гонки 2016 року підтримав Дональда Трампа і розглядався як кандидат на посаду держсекретаря, проте в підсумку відмовився від боротьби за цю посаду і в січні 2017 року був призначений радником президента США з кібербезпеки. Син Джуліані — Ендрю — з березня 2017 року працює асистентом з комунікацій в Білому Домі.
Особистий адвокат колишнього президента США Дональда Трампа, начебто за вказівкою якого перебував в Україні для пошуків доказів причетності українських політиків до спроб втручання в американські вибори в 2016 році. При цьому особисто Трамп запевняє, що не давав Джуліані жодних розпоряджень відвідувати Україну і діяти там від свого імені.

## Ставлення до України
Рішуче засудив анексію Росією Криму та неоголошену російську агресію в Україні. Неодноразово критикував адміністрацію Барака Обами за те, що відразу після анексії Криму не були запроваджені максимально сильні санкції проти Росії, які дозволили б запобігти війні на Донбасі. «Це було незаконне вторгнення до суверенної країни, яке, на жаль, сталося, оскільки США не відреагували належним чином. Можливо, якби ми діяли відразу і дуже швидко, і ввели відразу надзвичайно жорсткі санкції, ми могли змінити ситуацію, і це не переросло б в те, що сталося в Східній Україні».
В середині грудня 2019 року відвідав Україну, був у Києві. За підсумками поїздки заявив, що «отримав важливу інформацію щодо опонентів Дональда Трампа» та «підготує для президента доповідь на 20 сторінок».